# 定性无机分析
定性无机分析是分析化学中的一种用来寻找无机化合物中元素组成的分析方法。它主要来鉴定水溶液中的离子，因此，一些其他形式的物质在用标准方法分析之前，先要转化为水溶液中的离子形式。之后，溶液会加入多种试剂，通过化学反应来检测针对特定离子的可能出现的颜色变化、沉淀或其他可观现象。

## 无机物的颜色
| 颜色   | 无机物 |
| ------ | --- |
| 棕黑色 | Ag2O |
| 棕色   | CdO |
| 红棕色 | Fe2O3、Fe(OH)3、NO2(g)、Cu2[Fe(CN)6]、Sm2+、Tb(IV) |
| 红色   | HgO（红色）、HgI2、Fe(SCN)3、HgS(红色)、Se(红色) |
| 砖红色 | Cu2O、Ag2CrO4 |
| 淡红色 | Nd3+、Er3+ |
| 粉红色 | Co2+、Pm3+ |
| 橙红色 | Na2[PtCl6] |
| 橙色   | Cr2O72-、S52- |
| 草黄色 | Eu2+, Pr(IV) |
| 黄色   | CrO42-, Fe3+、CdS、PbI2、Ag3PO4、HgO(黄色)、SnS2、UO22+、ICl4-、S22-、K2[PtCl6], Sm3+、Dy3+, Ce4+ |
| 淡黄色 | S8、Na2S2、P4、AgBr、AgI |
| 绿色   | MnO42-、CrCl3、Ni2+、CrCl2+、CrCl2+、[Cr(OH)4]-、U4+、Pr3+、Tm3+、Yb2+ |
| 灰绿色 | Cr3+、Cr(OH)3 |
| 浅绿色 | Fe2+ |
| 深蓝色 | [Cu(NH3)4]2+ |
| 蓝色   | Cu2+、CuSO4·5H2O、[Co(SCN)4]2-、Co[Hg(SCN)4] |
| 深紫色 | I2、KMnO4(s) |
| 紫色   | MnO4-、I2/CCl4、FeO42- |
| 淡粉色 | Mn2+ |
| 无色   | Ag+、Al3+、[Al(OH)4]-、[Cu(NH3)2]+、Cd2+、H+、Hg22+、Hg2+、NH4+、La3+、Sb3+、Sn2+、Sn4+、 Bi3+、Th4+、Y3+、Zn2+、[Zn(NH3)4]4+、[Zn(CN)4]2-、碱金属+、碱土金属2+、Eu3+、Gd3+、Lu3+、Yb3+、Tb3+、NO(g)、H2O、H2O2、PCl3、 F−、Cl−、Br−、I−、硫的含氧酸根、磷的含氧酸根、砷的含氧酸根、CO32-、HCO3-、NO2-、 NO3-、SiO32-、CN−、SCN−、OCN−、SeO32-、SeO42-、TeO32-、OH-、S2- |
| 白色   | 大部分无机化合物，包括绝大部分碱金属、碱土金属的化合物、BaO2、Sc2O3、Y2O3、La2O3、SO3(s)、P4O10(s)、 As2O3、As2O5、Sb2O3、CO2(s)、Al2O3、ZnO(常温)、SeO2(s)、PbCl2、Pb(SCN)2、HgCl2、Hg2Cl2、HgBr2等。 |
| 黑色   | C、CuO、MnO2、HgS(黑色)、Ni2O3、Ag2S、Cu2S、CuS、CoS、FeS、PbS、金属细粉沉淀（如Hg、Bi等） |

[注]：
1. 本表内的阳离子如未注明均为水合阳离子[M(H2O)n]x+。
2. 表内Fe3+水合离子或某些晶体（如硝酸铁的九水合物[2]）为很浅的淡紫色，但因水解呈黄色或棕色[2]。
3. 新沉淀的硫是近似白色的，放置或加热后变黄。
4. Tb3+也可以是极浅的粉红色。[3]
5. 表中未涉及到的离子参见离子列表。

## 阳离子H2S系统分析法
本分析法利用24种常见阳离子的硫化物溶解度差异，将它们分为4组进行分析。

### 第一组阳离子的分析
本组的阳离子有Ag+、Hg22+和Pb2+三种，组试剂是盐酸。这三种阳离子的氯化物难溶于水，借此和其他阳离子分离：
Ag+ + Cl− → AgCl↓
Hg22+ + 2 Cl- → Hg2Cl2↓
Pb2+ + 2 Cl− → PbCl2↓
注意事项：
- 沉淀本组离子时，Cl-稍过量，并控制其浓度为0.5mol/L。如果用浓盐酸，则AgCl和PbCl2会形成配合物[AgCl2]-和[PbCl4]2-而溶解。
- 第二组阳离子中，Sb3+和Bi3+的水解倾向较强，当溶液pH较高时，会生成白色的碱式盐沉淀而混入第一组阳离子中。因此，应补充适量HNO3，使H+的浓度在2.0~2.4mol/L之间。
- 由于PbCl2溶解度不是特别小，所以当Pb2+浓度较低时，可能不会检出。这时，Pb2+应在第二组阳离子的分析中检验。

本组离子的系统分析：
- Pb2+的鉴定：

PbCl2和其他两种氯化物不同的是，它可溶于热水。因此，将所沉淀的氯化物过滤后加水，并加热，使PbCl2溶解，趁热分离。先用乙酸酸化离心液，再加入K2CrO4或KI，如果出现黄色沉淀，则说明存在Pb2+。
Pb2+ + CrO42- → PbCrO4↓（黄色沉淀）
Pb2+ + 2I− → PbI2↓（黄色沉淀）
- Ag+的鉴定

分出PbCl2之后，沉淀用热水洗涤，之后加入氨水。离心分离。离心液加入HNO3酸化，如果出现白色沉淀，则说明有Ag+的存在。
AgCl + 2 NH3 → [Ag(NH3)2]Cl（无色溶液）
[Ag(NH3)2]Cl + 2 HNO3 → 2 NH4NO3 + AgCl↓（白色沉淀）
- Hg22+的鉴定

上一步鉴定Ag+加入氨水时，如果沉淀变为灰黑色，则说明有Hg22+。
Hg2Cl2 + 2 NH3 → HgNH2Cl↓（白） + Hg↓（黑） + NH4Cl

### 第二组阳离子的分析
本组离子包括Pb2+、Bi3+、Cu2+、Cd2+、Hg2+、As3+、As5+、Sb3+、Sb5+、Sn2+和Sn4+组成，其中As、Sb和Sn可能以含氧酸根的形式出现。这组阳离子不被Cl-沉淀，但在0.3mol/L HCl溶液中，可以被H2S沉淀，借此和第三、四组阳离子分离。
注意事项：
- As有+3和+5两种价态，其中As(V)与H2S反应速率慢，应先用碘化铵将其还原为As(III)。
- Sn有+2和+4两种价态，为使操作简便，需要用过氧化氢溶液将Sn(II)氧化为Sn(IV)。
- Sb有+3和+5两种价态，检验Sb的存在时，所用的罗丹明B只对+5价的Sb有效，因此溶液中的Sb(III)也需要事先氧化。
- 在沉淀本组阳离子时，酸度应控制在0.3mol/LHCl，如果pH过低，CdS、SnS和PbS将沉淀不完全或不沉淀而混入第三组阳离子之中，又不利于As、Sb和Sn的硫化物的生成，如果pH较高，第三组中Zn2+将会以ZnS的形式沉淀而混入本组。
- 加热溶液有利于As(V)被NH4I还原，但降低了H2S的溶解度，故需冷却至室温。

基于以上问题考虑，硫乙酰胺（TAA）是比H2S更理想的沉淀剂，理由如下：
- 酸性、氨性和碱性环境下，TAA水解产生H2S、HS−和S2−，分别可以替代H2S、(NH4)2S和Na2S使用；
- TAA会产生均相沉淀，得到良好的晶形，有利于沉淀的后期处理；
- TAA在90℃的酸性溶液中，可以将+5价的As和Sb还原为+3价的产物，省去了NH4I；
- TAA在碱性环境中加热，会生成少量的多硫化物，可将Sn(II)氧化为Sn(IV)，省去了H2O2。

但需要注意，TAA提供的S2-较少，在分离第二、三组阳离子时，需调节酸度至0.6mol/LH+，使As沉淀完全，之后溶液稀释一倍，再进行操作。
本组离子在以上步骤沉淀完之后，离心并洗涤，用TAA的碱性溶液（需加热）或Na2S处理沉淀，Hg、As、Sb和Sn的硫化物溶解，而剩下Cu、Cd、Pb和Bi的硫化物：
HgS + S2− → [HgS2]2-
As2S3 + 3 S2− → 2 [AsS3]3-
Sb2S3 + 3 S2− → 2 [SbS3]3-
SnS2 + S2− → [SnS3]2-
将沉淀用含有氯化铵的水洗涤，加入6mol/LHNO3溶解。
- Cd2+的鉴定：

在以上硝酸溶解液中加入1:1丙三醇（甘油）和过量的浓氢氧化钠溶液。Cu、Pb和Bi形成配合物溶解，留下Cd(OH)2。用盐酸溶解Cd(OH)2，并稀释至H+约为0.3mol/L，加入TAA并加热，若产生黄色沉淀，则表明存在Cd2+：
Cd2+ + S2- = CdS↓（黄色沉淀）
- Cu2+、Pb2+和Bi3+的鉴定：

将甘油配合物离心液分成三份，乙酸酸化后加入K4[Fe(CN)6]，如出现红棕色沉淀，表明有Cu2+；6mol/L乙酸酸化后加入K2CrO4，如出现黄色沉淀，则说明有Pb2+；将离心液加入至新制Na2SnO2溶液，如有黑色沉淀，则说明有Bi3+。
2Cu2+ + [Fe(CN)6]4- → Cu2[Fe(CN)6]↓（红棕色沉淀）
Pb2+ + CrO42−→ PbCrO4↓（黄色沉淀）
2Bi3+ + 3 SnO22- + 6OH- → 2Bi↓（黑色沉淀） + 3 SnO32- + 3H2O
将之前得到的Hg、As、Sb和Sn的硫代酸盐用3mol/L盐酸处理，硫代酸盐分解，析出硫化物。
- Sb、Sn的鉴定：

将用3mol/L盐酸处理得到的沉淀洗涤后加入8mol/L盐酸，Sb和Sn溶解，存在形式为[SbCl6]3−和[SnCl6]2−。
将溶液分为两份，一份检验Sn：
将还原铁粉加入溶液，还原Sn4+为Sn2+，之后加入HgCl2溶液，如果有灰色或黑色沉淀，则表明Sn存在：
[SnCl4]2− + 2 HgCl2 → Hg2Cl2↓（白色） + [SnCl6]2−
[SnCl4]2− + Hg2Cl2 → 2 Hg（黑色） + [SnCl6]2−
另一份检验Sb:
在溶液中加入亚硝酸钠固体，将Sb3+氧化为Sb5+，然后加入红色的罗丹明B，如有蓝色或紫色沉淀产生，则表明Sb存在。该沉淀可以被苯萃取，得到紫红色的苯溶液。
Sn(IV)的存在不影响此鉴定。
- As的鉴定：

将鉴定Sb和Sn过程中用8mol/L盐酸未溶解的固体洗涤，加入12%(NH4)2CO3加热，使As2S3溶解：
As2S3 + 3CO32- → AsS33- + AsO33- + 3CO2↑
离心分离，溶液中含As，剩余沉淀含Hg。
取出溶液，加入3mol/LHCl，如果As存在，将产生黄色的As2S3沉淀。
- Hg2+的鉴定：

将上一步所得沉淀洗涤之后用王水处理，将其溶解。溶解之后通过煮沸去除王水。
3HgS + 2NO3− + 12Cl− + 8H+ → 3HgCl42− + 3S + 2NO + 4H2O
之后加入SnCl2溶液，如果产生由白至黑的沉淀，则说明存在Hg2+。

### 第三组阳离子的分析
本组离子包括Al3+、Cr3+、Fe3+、Fe2+、Mn2+、Zn2+、Co2+和Ni2+共8种（实为7种元素），它们在鉴定时不需组内特别分离。本组的组试剂为NH3-NH4Cl存在下的(NH4)2S（或TAA，加热），铁、锰、锌、钴、镍均以硫化物沉淀，铝、铬以氢氧化物的形式沉淀。借此与第四组阳离子分离。
注意事项：
- 本组需要用NH3-NH4Cl缓冲溶液调节溶液pH在9.0左右，确保Al3+和Cr3+沉淀完全，防止第四组的Mg2+产生沉淀。
- 为防止硫化物形成胶体，需要加入NH4Cl并加热。
- 产生的沉淀不宜久置，否则CoS和NiS会因为构型改变而难溶。

上一组分析留下酸性溶液，溶液用氨水中和至碱性，并加入NH4Cl，再加入(NH4)2S或TAA并加热（约10min）。将所得沉淀用热的稀硝酸溶解，之后逐一鉴定组内离子。
- Fe3+的鉴定

溶液中的Fe2+全部被氧化成Fe3+，如需确定铁的价态，取原液鉴定。Fe2+可与铁氰化钾形成蓝色的KFe[Fe(CN)6]沉淀，或者与邻二氮菲在弱酸性溶液中形成橙红色可溶络合物。其他阳离子均不干扰这两个反应。
针对Fe3+，可以用NH4SCN或K4[Fe(CN)6]鉴别，前者产生可溶性血红色络合物，后者产生普鲁士蓝沉淀。其他阳离子不干扰。

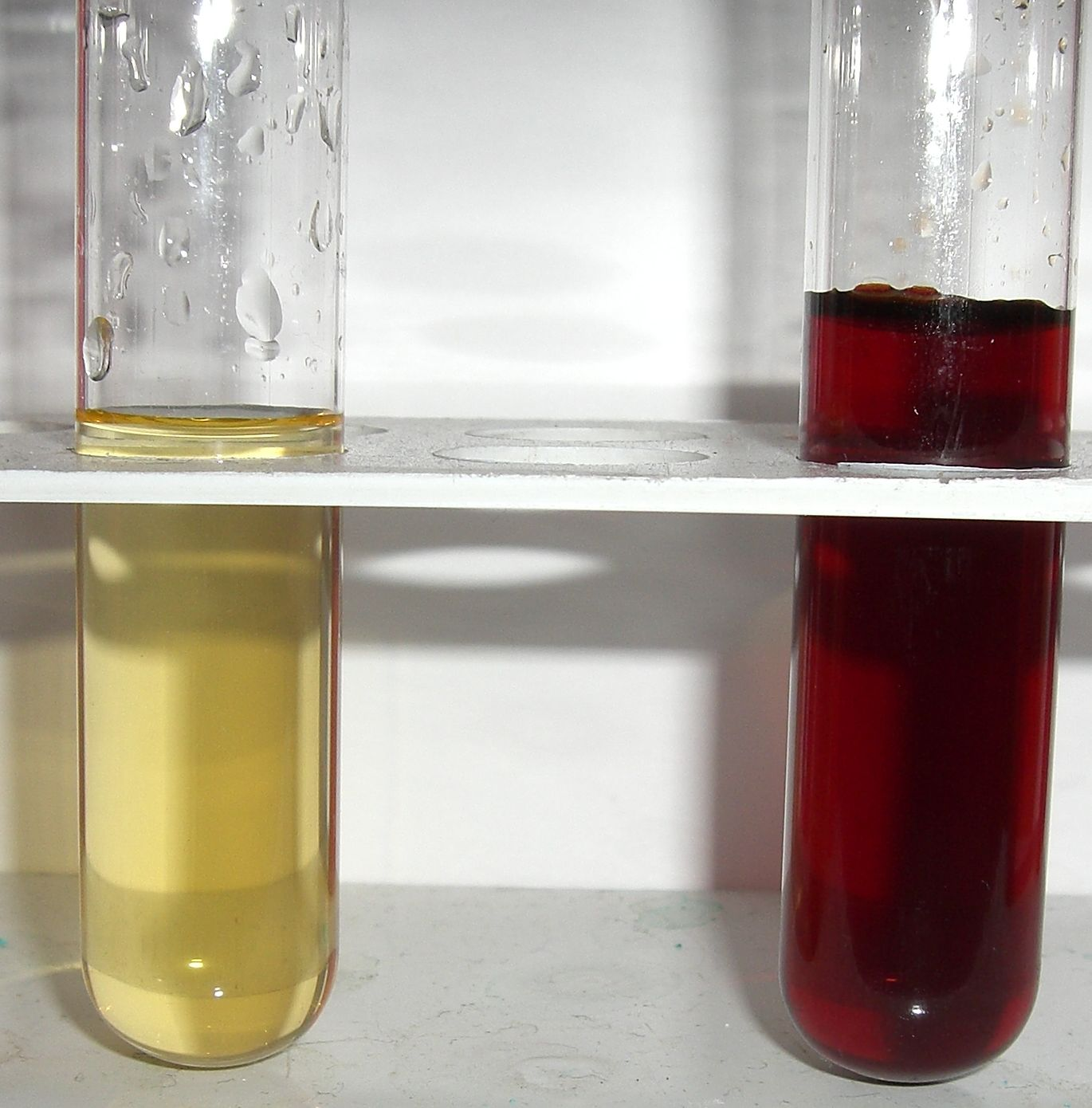
硫氰酸盐检验Fe^{3+}（右）

K+ + Fe3+ + [Fe(CN)6]4- = KFe[Fe(CN)6]↓
- Mn2+的鉴定：

在强酸性条件下，Mn2+可以被NaBiO3、PbO2或(NH4)2S2O8（Ag+离子催化）氧化为MnO4−，产生淡紫红色的溶液。
2 Mn2+ + 5 NaBiO3 + H+ = 2 MnO4− + 5 Bi3+ + 5 Na+ + 7 H2O
- Cr3+的鉴定：

在溶液中加入稍过量的NaOH使Cr3+转化为[Cr(OH)4]−。之后，用H2O2将其氧化为CrO42-。用H2SO4酸化后加入乙醚（或正戊醇），再加入H2O2，如果有机层有蓝色的过氧化铬（CrO5）产生，则说明Cr3+存在。
- Ni2+的鉴定：

在溶液中加入H2O2，将二价亚铁氧化为三价铁，排除亚铁的干扰。加入氨水将溶液调为碱性，并用酒石酸或柠檬酸将Fe3+和Mn2+等阳离子掩蔽，之后加入丁二酮肟，如产生桃红色沉淀，则说明存在Ni2+。
注：镍和丁二酮肟的络合物在酸性条件下分解。
- Co2+的鉴定：

在溶液中加入NH4F将Fe3+掩蔽，再加入丙酮和饱和NH4SCN溶液。如溶液出现蓝色，则说明有Co2+。
- Zn2+的鉴定：

在溶液中加入NH4F将Fe3+掩蔽，再加入(NH4)2[Hg(SCN)4]溶液，如果产生白色晶体沉淀，则说明有Zn2+。如果溶液中有微量Co2+，将迅速产生天蓝色的沉淀（混晶）。（如果没有，滴加几滴Co2+）
Zn2+ + [Hg(SCN)4]2- = Zn[Hg(SCN)4]
Co2+ + [Hg(SCN)4]2- = Co[Hg(SCN)4]
注：如果沉淀产生缓慢（超过2min），则不能说明存在Zn2+。
- Al3+的鉴定：

在溶液中加入HAc-NaAc缓冲溶液，再加入铝试剂，如出现鲜红色沉淀，则存在Al3+。
如果存在干扰离子，试液用Na2CO3-Na2O2处理。

### 第四组阳离子的分析
本组离子包括Ca2+、Mg2+、Ba2+、Sr2+、K+、Na+和NH4+，共7种离子。本组无组试剂。
注意事项：
- 第三组阳离子沉淀后的离心液不可久置，以防溶液中的S2−被氧化为SO42−，导致Sr2+和Ba2+沉淀而丢失。
- NH4+应取未加入任何组试剂的原试液检验。

将离心液蒸干并灼烧，除去铵盐。冷却之后加入适量稀盐酸溶解。
- NH4+的鉴定：

将原试液取样，加入浓NaOH并加热，使NH4+转化为NH3检验。NH3遇到湿润的红色石蕊试纸，试纸变蓝。
此外，NH4+还能使碱性的碘化汞钾产生红棕色沉淀。
- Ba2+和Sr2+的鉴定：

取以上用稀盐酸溶解的试液，加入过量NaAc溶液，使pH在4～5之间。加入K2CrO4，如有黄色沉淀，则说明有Ba2+。滤液调节pH，使酸性减弱，如有黄色沉淀，再加入HAc，如黄色沉淀溶解，则说明有Sr2+。
注：BaCrO4不溶于乙酸，而SrCrO4溶于乙酸。它们都溶于强酸且不溶于氢氧化钠和氨水。另外，在溶液中加入玫瑰红酸钠，Ba2+与之形成鲜红色沉淀。
- Ca2+的鉴定：

在试液中加入饱和(NH4)2SO4，离心分离，取溶液。
CaSO4(S) + (NH4)2SO4(aq) = (NH4)2[Ca(SO4)2](aq)
离心液中加入(NH4)2C2O4，如有白色沉淀，则表示Ca2+存在。
- Mg2+的鉴定：

将溶液调为碱性，加入镁试剂I，如果产生天蓝色沉淀，则示有Mg2+。
- K+的鉴定：

将溶液调为中性后加入HAc酸化，再加入Na3Co(NO2)6，如出现黄色沉淀，则表明存在K+。
2 K+ + Na+ + Co(NO2)63− = K2Na[Co(NO2)6]↓
或者将溶液调为中性后加入四苯硼钠，如出现白色沉淀，则说明存在K+。
K+ + [B(C6H5)4]− = K[B(C6H5)4]↓
- Na+的鉴定：

在溶液中加入饱和Ba(OH)2至碱性，加入过量(NH4)2CO3除去Ba2+，再将溶液蒸干灼烧至恒重。取少量水溶解，加入少许醋酸和几滴乙醇。加入过量乙酸铀酰锌或乙酸铀酰镁，如有柠檬黄色结晶，则示有Na+存在。
Na+ + Zn2+ + 3 UO22+ + 9 CH3COO− + 9 H2O = NaZn(UO2)3(CH3COO)9·9H2O
此外，碱金属和碱土金属（镁除外）有时候还可以通过特征的焰色反应来鉴别。

## 两酸两碱系统分析法
本法先检出NH4+、Na+、Fe2+和Fe3+。再进行以下操作：
- 加入HCl沉淀出Ag+、Hg22+、Pb2+，分别检验；
- 取上一步的溶液加入H2SO4和乙醇，沉淀出Pb2+、Ba2+和Ca2+，分别检验；
- 取上一步的溶液加入NH3-NH4Cl和H2O2，沉淀出Hg2+、Al3+、Bi3+、Cr3+、Sn4+、Fe3+、Sb3+、Sb5+和Mn2+，分别检验；
- 取上一步的溶液加入过量NaOH，沉淀出Cu2+、Ni2+、Cd2+、Mg2+和Co2+，再分别检验；
- 剩余As(III)、As(V)、Na+、Zn2+、NH4+和K+。

## 阴离子分析
常见的阴离子按照其性质可分为三组。

### 第一组阴离子的分析
第一组阴离子包含CO32-、HCO3-、CH3COO-、S2-、SO32-、S2O32-和NO2-，组试剂是稀硫酸。
- CO32-和HCO3-遇到稀硫酸放出CO2，通入澄清的石灰水，石灰水先变浑浊，后澄清。
- CH3COO-和稀硫酸作用，生成CH3COOH，用黄色的FeCl3检验，如果变血红色，则示有CH3COO−。
  - 除此之外，在含CH3COO-中加入浓硫酸和戊醇，加热反应，生成乙酸戊酯，有特殊的水果香味。另一种方法是利用La(NO3)3和I2在氨性溶液中生成暗蓝色沉淀来鉴别。[4]
- S2-遇到稀硫酸放出H2S，使醋酸铅试纸变黑，或使硝普钠溶液变紫。
- SO32-和S2O32-被酸化时均会放出SO2，可以使酸化的KMnO4褪色，或使酸化的K2Cr2O7由橙变绿，也可让碱性品红褪色。但不同的是S2O32-会产生乳黄色的硫单质沉淀。
- NO2-遇到稀硫酸，在冰水中得到浅蓝色溶液，如果是室温，则放出红棕色有刺激性臭味的气体（NO2），另外，这种气体能使淀粉-碘化钾试纸变蓝。
  - 另外，NO2-的一个特效反应是，将HAc加入至含有NO2-的溶液中，再加入对氨基苯磺酸，发生重氮化反应，与α-萘胺生成红色的偶氮化合物。[4]

### 第二组阴离子的分析
第二组阴离子包含Cl−、Br−、I−、NO3−和C2O42-，组试剂是浓硫酸。
- Cl-可以通过铬酰氯试验鉴定。当Cl−和K2Cr2O7与浓H2SO4加热时，会产生CrO2Cl2蒸气，蒸气通入NaOH，产生Na2CrO4，CrO42−与Pb(CH3COO)2作用，产生黄色沉淀。
- Br−和I−可以通过其单质形态在CHCl3、CCl4、C6H6或CS2中的显色得到。含Br2的显深红色，含I2的显紫色。
  - 如果用氯氧化，则需注意过量的氯会将I-氧化为IO3-而褪色。对于溴，可能出现Br2的深红色，也可能出现BrCl的黄色。[4]
- NO3−可以通过棕色环试验或用硫酸-二苯胺来鉴别。前者产生棕色环，后者产生深蓝色环。
  - 如果溶液中同时含有NO2-，需要事先除去。方法是在酸性环境中，加入尿素，加热使其分解。
  - 另外，NO3-也可以在HAc环境中，用锌使其还原为NO2-，再检验NO2-。
- C2O42-在被浓硫酸处理时，会放出CO2和CO，其中CO2可以使澄清的石灰水变浑浊。C2O42-本身可以使酸化的KMnO4褪色，并与CaCl2反应产生沉淀。

### 第三组阴离子的分析
第三组阴离子包含SO42−、PO43−和BO33−，它们在硫酸中几乎无作用。
- SO42−可用BaCl2鉴定，反应产生BaSO4不溶于任何酸碱。
- PO43−则在HNO3下与钼酸铵反应，产生黄色沉淀。此沉淀溶于氨水或碱；在酸性环境下，可以氧化联苯胺，得到蓝色产物。钼酸铵和磷酸根离子反应，产生黄色沉淀（左）；产生的磷钼酸铵被抗坏血酸还原（右）

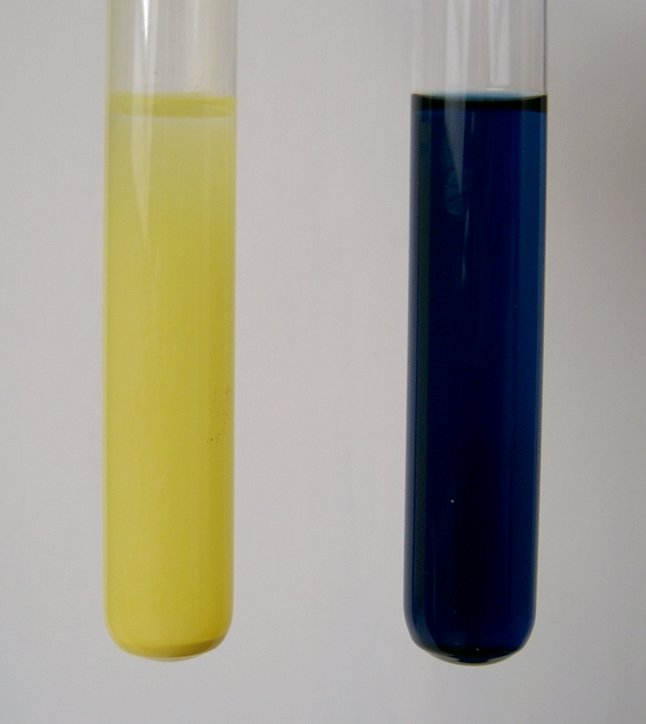
钼酸铵和磷酸根离子反应，产生黄色沉淀（左）；产生的磷钼酸铵被抗坏血酸还原（右）

  - 注：溶液中的AsO43-和SiO32-需要加酒石酸来消除干扰。玻璃器皿可能产生微量的SiO32-。
- BO33−和无水乙醇或甲醇，在浓硫酸的催化下，产生硼酸酯，加热点燃有绿色火焰[5]。

## 不常见元素的定性分析
- 锗

向含有锗的溶液中，加入含0.2mol/L左右的HNO3的5%钼酸铵溶液，生成柠檬黄色溶液（H4(GeMo12O40)）。
或者取极少量的苏木因溶于5ml3mol/LH2SO4，再慢慢滴入95ml乙醇。向酸性含锗的溶液中滴加6滴苏木因的醇溶液和15滴四氯化碳，震荡15至30秒，如出现紫色配合物且溶于四氯化碳，则检出Ge。
注：Mo和Sb也能形成紫色配合物，但不溶于四氯化碳。
- 硒

向试样中加入氢氧化钠和盐酸羟胺除去重金属和贵金属元素，再向试样的盐酸溶液中通入二氧化硫，如果出现红色的沉淀，则说明含有硒。如果同时含有碲，可用盐酸羟胺选择性还原：
2 NH2OH + SeO32- + 2 H+ → N2O + Se + 4 H2O
- 碲

向试样中加入氢氧化钠和盐酸羟胺除去重金属和贵金属元素，再向试样的热的盐酸溶液中通入二氧化硫，如果出现黑色沉淀，则说明含有碲。用氯化亚锡也能将Te(IV)还原。所产生的黑色沉淀溶于少量浓硫酸，产生Te42+多聚阳离子，为鲜红色的溶液，稀释后析出黑色沉淀。
TeO32− + 2 Sn2+ + 6 H+ → Te↓ + 2 Sn4+ + 3 H2O
- 钍

Th4+可以在pH=2的条件下被钍试剂I检出，或在2~9mol/LHCl条件下被偶氮胂III（铀试剂）检出。
- 铀

UO22+可以和铁氰酸钾作用，产生红棕色沉淀，该方法能检出1ppm的铀。Fe3+、Cu2+对此反应有干扰，需预先除去。
UO22+ + 2 K+ + [Fe(CN)6]4- = K2UO2[Fe(CN)6]↓（红棕色沉淀）
另外，在pH=0.5~3.5介质中，UO22+能和H2O2反应，生成浅黄色沉淀（如UO2(O2)·4H2O等）。仅Th和Zr、Hf有类似反应。